# Vegetationsliste for de hyrkaniske skove
Vegetationen i de hyrkaniske skove ved sydkysten af Det Kaspiske hav er meget rig på arter. Her nævnes blot nogle få, som er ordnet efter deres botaniske navne:

## Galleri
|  |  |
|  |  |

## Samlet liste
- Tyrkisk Løn (Acer cappadocicum),
- Balkam-Løn (Acer hyrcanum),
- Iransk Løn (Acer velutinum),
- Sommer-Adonis (Adonis aestivalis),
- Almindelig Agermåne (Agrimonia eupatoria),
- Almindelig Klinte (Agrostemma githago),
- Silkerosentræ (Albizia julibrissin),
- Lancet-Skeblad (Alisma lanceolatum),
- Rød-El (Alnus glutinosa),
- Iransk El (Alnus subcordata),
- Grådodder (Alyssum alyssoides),
- Farve-Gåseurt (Anthemis tinctoria),
- Have-Kørvel (Anthriscus cerefolium),
- Liden Burre (Arctium minus),
- Spæd Markarve Arenaria leptoclados),
- Have-Malurt (Artemisia absinthium),
- River (Asperugo procumbens),
- Sort Radeløv (Asplenium adiantum-nigrum),
- Asteriscus spinosus,
- Sød Astragel (Astragalus glycyphyllos),
- Sommercypres (Bassia scoparia),
- Almindelig Berberis (Berberis vulgaris),
- Gold Hejre (Bromus sterilis),
- Bjerg-Stenfrø (Buglossoides purpureocaerulea),
- Bupleurum marschallianum,
- Buxus hyrcana,
- Bjerg-Rørhvene (Calamagrostis epigejos),
- Hede-Bjermynte (Calamintha nepeta),
- Nøgle-Klokke (Campanula glomerata),
- Bredbladet Klokke (Campanula latifolia),
- Rapunsel-Klokke (Campanula rapunculus),
- Sylt-Star (Carex otrubae),
- Akselblomstret Star (Carex remota),
- Almindelig Bakketidsel (Carlina vulgaris),
- Almindelig Avnbøg (Carpinus betulus),
- Hvidgul Skovlilje (Cephalanthera damasonium),
- Rød Skovlilje (Cephalanthera rubra),
- Lille Voksurt (Cerinthe minor),
- Svaleurt (Chelidonium majus),
- Dunet Steffensurt (Circaea lutetiana),
- Almindelig Skarntyde (Conium maculatum),
- Nælde-Silke (Cuscuta europaea),
- Skør Bægerbregne (Cystopteris fragilis),
- Almindelig Hundegræs (Dactylis glomerata),
- Asiatisk Kaki (Diospyros lotus),
- Fliget Kartebolle (Dipsacus laciniatus),
- Dryopteris caucasica,
- Glat Dueurt (Epilobium montanum),
- Dunet Dueurt (Epilobium parviflorum),
- Skov-Hullæbe (Epipactis helleborine),
- Epipactis microphylla,
- Vår-Gæslingeblomst (Erophila verna),
- Salatsennep (Eruca sativa),
- Lund-Vortemælk (Euphorbia amygdaloides),
- Euphorbia falcata,
- Euphorbia virgata,
- Orientalsk Bøg (Fagus sylvatica subsp. orientalis)
- Almindelig Seglblad (Falcaria vulgaris),
- Snerle-Pileurt (Fallopia convolvulus),
- Almindelig Ask (Fraxinus excelsior),
- Fumaria densiflora,
- Ager-Museurt (Logfia arvensis),
- Burre-Snerre (Galium aparine),
- Hør-Snerre (Galium spurium),
- Geranium divaricatum,
- Geranium purpureum,
- Geranium rotundifolium,
- Gleditsia caspica,
- Smalbladet Høgeurt (Hieracium umbellatum),
- Almindelig Bulmeurt (Hyoscyamus niger),
- Prikbladet Perikon (Hypericum perforatum),
- Inula oculus-christi,
- Inula vulgaris,
- Lyse-Siv (Juncus effusus),
- Strand-Siv (Juncus maritimus),
- Spydbladet Torskemund (Kickxia elatine),
- Tornet Salat (Lactuca serriola),
- Rød Tvetand (Lamium purpureum),
- Almindelig Haremad (Lapsana communis),
- Bladløs Fladbælg (Lathyrus aphaca),
- Ruhåret Fladbælg (Lathyrus hirsutus),
- Purpur-Rederod (Limodorum abortivum),
- Østrigsk Hør (Linum austriacum),
- Hjertebladet Fliglæbe (Listera ovata),
- Ager-Museurt (Logfia arvensis),
- Almindelig Kællingetand (Lotus corniculatus),
- Luzula forsteri,
- Almindelig Kattehale (Lythrum salicaria),
- Almindelig Strudsvinge (Matteuccia struthiopteris),
- Humle-Sneglebælg (Medicago lupulina),
- Citron-Melisse (Melissa officinalis),
- Vand-Mynte (Mentha aquatica),
- Milium vernale,
- Almindelig Skovarve (Moehringia trinervia),
- Alpe-Forglemmigej (Myosotis alpestris),
- Indisk Lotus (Nelumbo nuccifera),
- Tæge-Gøgeurt (Orchis coriophora),
- Mose-Gøgeurt (Orchis palustris),
- Abe-Gøgeurt (Orchis simia),
- Almindelig Merian (Origanum vulgare),
- Orobanche alba,
- Almindelig Springklap (Parietaria officinalis),
- Papegøjebusk (Parrotia persica),
- Græsk Træranke (Periploca gracea),
- Rød Hestehov (Petasites hybridus),
- Almindelig Knopnellike (Petrorhagia prolifera),
- Eng-Rottehale (Phleum pratense),
- Bakke-Gøgelilje (Platanthera bifolia),
- Polygonum mite,
- Stor Engelsød (Polypodium interjectum),
- Almindelig Engelsød (Polypodium vulgare),
- Glat Skjoldbregne (Polystichum aculeatum),
- Potentilla micrantha,
- Krybende Potentil (Potentilla reptans),
- Almindelig Brunelle (Prunella vulgaris),
- Almindelig Ørnebregne (Pteridium aquilinum),
- Kaukasisk Vingevalnød (Pterocarya fraxinifolia),
- Pyrus boissieriana,
- Kastanje-Eg (Quercus castaneifolia),
- Tigger-Ranunkel (Ranunculus sceleratus),
- Håret Knopskulpe (Rapistrum rugosum),
- Hunde-Rose (Rosa canina),
- Korbær (Rubus caesius),
- Hvid-Pil (Salix alba),
- Klæbrig Salvie (Salvia glutinosa),
- Samolus valerandi,
- Due-Skabiose (Scabiosa columbaria),
- Schoenoplectus mucronatus,
- Giftig Kronvikke (Securigera varia),
- Kegle-Limurt (Silene conica),
- Aften-Pragtstjerne (Silene latifolia),
- Ager-Sennep (Sinapis arvensis),
- Bittersød Natskygge (Solanum dulcamara),
- Almindelig Svinemælk (Sonchus oleraceous),
- Tarmvrid-Røn (Sorbus torminalis),
- Stellaria pallida,
- Matrem (Tanacetum parthenium),
- Almindelig Taks (Taxus baccata),
- Liden Frøstjerne (Thalictrum minus),
- Hjertebladet Pengeurt (Thlaspi perfoliatum),
- Thymelaea passerina,
- Stor Tordyl (Tordylium maximum,
- Torilis arvensis,
- Hvas Randfrø (Torilis japonica),
- Malteserkors (Tribulus terrestris),
- Hare-Kløver (Trifolium arvense),
- Rød-Kløver (Trifolium pratense),
- Omvendt Køver (Trifolium resupinatum),
- Almindelig Bukkehorn (Trigonella foenum-graceum),
- Tårnurt (Turritis glabra),
- Småbladet Elm (Ulmus minor),
- Vedbend-Ærenpris (Veronica hederifolia),
- Kassubisk Vikke (Vicia cassubica),
- Vicia grandiflora,
- Narbonne-Vikke (Vicia narbonensis),
- Ungarsk Vikke (Vicia pannonica),
- Vandre-Vikke (Vicia peregrina),
- Asiatisk Singrøn (Vinca herbacea),
- Vincetoxicum scandens,
- Almindelig Mistelten (Viscum album),
- Kaukasisk Zelkova (Zelkova carpinifolia),

## Endemiske arter og underarter i de hyrkaniske skove
- Campanula rapunculus subsp. lambertiana
- Epimedium pinnatum
- Gleditsia caspica
- Hedera pastuchovii
- Ilex spinigera
- Ornithogalum sintenisi
- Parrotia persica
- Primula heterochroma
- Quercus castaneifolia subsp. castaneifolia
- Rhynchocorys maxima
- Rubus esfandiarii
- Rubus grantii
- Rubus lahidjanensis
- Rubus persicus
- Ruscus hyrcanus
- Scilla hohenackeri
- Scutellaria tournefortii
- Teucrium hyrcanicum